# 1 000 kilomètres de Buenos Aires 1957
Navigation
Édition précédente Édition suivante
Les 1 000 kilomètres de Buenos Aires 1957, disputées le 20 janvier 1957 sur le circuit Costanera, sont la quatrième édition de cette épreuve et la première manche du championnat du monde des voitures de sport 1957. Elles sont remportées par la Scuderia Ferrari.

## Contexte avant la course

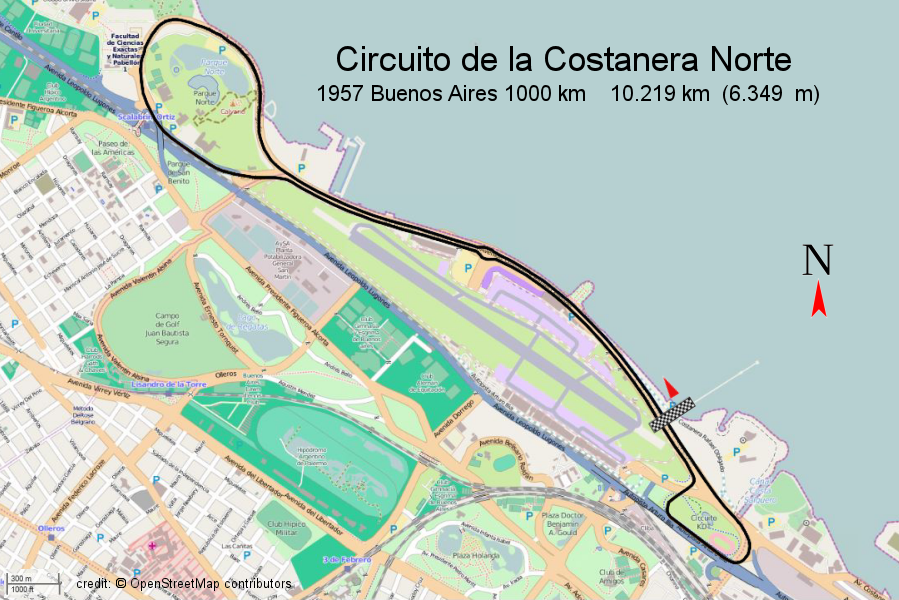
Le circuit Costanera, qui longe le río de la Plata.

L'épreuve est disputée pour la première et dernière fois sur le circuit Costanera.

## Course

### Classement de la course
Voici le classement au terme de la course.
- Les vainqueurs de chaque catégorie sont signalés par un fond jauni.

| 1            | S + 3.0 | 10 | Scuderia Temple Buell     | Masten Gregory Eugenio Castellotti Luigi Musso       | Ferrari 290 MM Spider Scaglietti | 98 |
| 2            | S 3.0   | 28 | Officine Alfieri Maserati | Jean Behra Carlos Menditéguy Stirling Moss           | Maserati 300S                    | 98 |
| 3            | S + 3.0 | 8  | Scuderia Ferrari          | Alfonso de Portago Peter Collins Eugenio Castellotti | Ferrari 290MM                    | 98 |
| 4            | S + 3.0 | 14 | Ecurie Ecosse             | Roberto Mieres Ninian Sanderson                      | Jaguar D-Type                    | 95 |
| 5            | S + 3.0 | 16 | Officine Alfieri Maserati | Roberto Bonomi Luigi Piotti                          | Maserati 350S                    | 91 |
| 6            | S 1.5   | 62 | Osca                      | Alejandro de Tomaso Isabelle Haskell                 | Osca S1500                       | 88 |
| 7            | S 2.0   | 52 | Madunina Venezuela        | Piero Drogo Julio Pola                               | Ferrari 500TR                    | 87 |
| 8            | S 1.5   | 68 | Jaroslav Juhan            | Jaroslav Juhan (de) Anton von Döry                   | Porsche 550 RS Carrera           | 86 |
| 9            | S 3.0   | 36 | Sao Paolo Automovil Club  | Herminio Ferreira Filho Godofredo Vianna             | Ferrari 750 Monza                | 85 |
| 10           | S 3.0   | 50 | Orlando Terra             | Carlos Danvila Omar Terra                            | Mercedes-Benz 300 SL             | 78 |
| 11           | S 3.0   | 48 | Nestor Salerno            | Nestor Salerno Cesar Reyes                           | Ferrari 212 Inter                | 74 |
| 12           | S 1.5   | 70 | Curt Delfosse             | Curt Delfosse Ernesto Tornquist                      | Porsche 550 RS Carrera           | 74 |
| Abandons     |         |    |                           |                                                      |                                  |    |
| 13           | S 3.0   | 38 | Scuderia Madunina Brasil  | Celso Lara Barberis Eugenio Martins                  | Ferrari 750 Monza                | 91 |
| 14           | S 2.0   | 56 | Scuderia Madunina Brasil  | Severino Silva Pinheiro Piris                        | Maserati A6GCS                   | 90 |
| 15           | S 1.5   | 64 | Venezuela Sports Group    | Sergio Vivaldi Lino Fayen (de)                       | Osca TN1500                      | 71 |
| 16           | S + 3.0 | 2  | Officine Alfieri Maserati | Stirling Moss Juan Manuel Fangio                     | Maserati 450S                    | 57 |
| 17           | S + 3.0 | 4  | Scuderia Ferrari          | Eugenio Castellotti Wolfgang von Trips Luigi Musso   | Ferrari 290 S (en)               | 55 |
| 18           | S + 3.0 | 18 | Argentina Racing          | Luis Milán Jorge Camano                              | Ferrari 375 Plus (en)            | 51 |
| 19           | S 1.5   | 66 | Scuderia Madunina Brasil  | Christian Heins (pt) Ciro Cayres                     | Porsche 550 RS                   | 45 |
| 20           | S 3.0   | 30 | Officine Alfieri Maserati | Harry Schell Joakim Bonnier                          | Maserati 300S                    | 25 |
| 21           | S 2.0   | 58 | Argentina Racing          | Enrique Arrieta Carlos Guimarey                      | Osca 2000S                       | 14 |
| 22           | S + 3.0 | 6  | Scuderia Ferrari          | Peter Collins Mike Hawthorn                          | Ferrari 290S                     | 2  |
| 23           | S 3.0   | 34 | Scuderia Madunina Brasil  | Oscar Cabalén Carlo Tomasi                           | Maserati 300S                    | 1  |
| 24           | S 2.0   | 54 | Argentina Racing          | Oscar Camaňo Miguel Jantus                           | Maserati A6G                     | 1  |
| Non partants |         |    |                           |                                                      |                                  |    |
| 25           | S + 3.0 | 12 | Ecurie Ecosse             | Ron Flockhart Roberto Mieres                         | Jaguar D-Type                    |    |
| 26           | S + 3.0 | 20 | Argentina Racing          | Carlos Najurieta César Rivero                        | Ferrari 375 MM                   |    |
| 27           | S + 3.0 | 22 | Argentina Racing          | Clemar Bucci Oscar de Petris                         | Ferrari 375MM                    |    |
| 28           | S + 3.0 | 26 | Argentina Racing          | Carlos Bruno Angel Pinotti                           | Allard J2                        |    |
| 29           | S 3.0   | 32 | Officine Alfieri Maserati | Giorgio Scarlatti Juan Manuel Fangio                 | Maserati 150S 2.5 (it)           |    |
| 30           | S 3.0   | 40 |                           | Alvaro Piano Franco Bruno                            | Ferrari 625TF                    |    |

## Classements du championnat à l'issue de la course
| Pos | Constructeur | Points |
| --- | ------------ | ------ |
| 1   | Ferrari      | 8      |
| 2   | Maserati     | 6      |
| 3   | Jaguar       | 3      |
| 4   | Osca         | 1      |